# البان جوينل
البان جوينل (بالفرنسية: Alban Joinel)‏ (14 سبتمبر 1979 في فرنسا - ) هو لاعب كرة قدم فرنسي في مركز حراسة المرمى. لعب مع نادي لوريان.

## وصلات خارجية
- البان جوينل على موقع رابطة كرة القدم الفرنسية للمحترفين (الإنجليزية)
- البان جوينل على موقع قاعدة بيانات كرة القدم.إي يو (الإنجليزية)
- البان جوينل على موقع ليكيب (الفرنسية)